# Richard Park
Richard Park (koreanisch 박용수, Bak Yong-su; * 27. Mai 1976 in Seoul) ist ein ehemaliger US-amerikanischer Eishockeyspieler und derzeitiger -trainer mit südkoreanischer Staatsbürgerschaft, der im Verlauf seiner aktiven Karriere zwischen 1992 und 2014 unter anderem 778 Spiele für die Pittsburgh Penguins, Mighty Ducks of Anaheim, Philadelphia Flyers, Minnesota Wild, Vancouver Canucks und New York Islanders in der National Hockey League auf der Position des rechten Flügelstürmers bestritten hat. Park war erst der zweite koreanischstämmige NHL-Spieler nach Jim Paek, der 1985 ebenfalls von den Pittsburgh Penguins gedraftet worden war.

## Karriere
Im Alter von drei Jahren immigrierte Park mit seinen Eltern in die Vereinigten Staaten, zehn Jahre später zog die Familie nach Ontario, Kanada um, wo Park, der inzwischen die US-amerikanische Staatsbürgerschaft besaß, mit dem Eishockeyspielen begann. Im Alter von 16 Jahren stieß der 1,80 m große Stürmer zu den Belleville Bulls aus der kanadischen Juniorenliga Ontario Hockey League, beim NHL Entry Draft 1994 wurde er schließlich als 50. in der zweiten Runde von den Pittsburgh Penguins ausgewählt (gedraftet).
Für die Pens absolvierte er in der Saison 1994/95 seine ersten NHL-Einsätze, außerdem stand Park während seiner Zeit in Pittsburgh auch für das Penguins-Farmteam, die Cleveland Lumberjacks, in der International Hockey League auf dem Eis. Auch bei seinen weiteren Stationen kam der Rechtsschütze zunächst nicht über die Rolle eines Ergänzungsspielers hinaus, für die Mighty Ducks of Anaheim und die Philadelphia Flyers bestritt er in fünf Jahren insgesamt lediglich 44 Spiele. Erst mit seinem Wechsel zu den Minnesota Wild zur Saison 2001/02 wurde Park zum NHL-Stammspieler, 2002/03 absolvierte er zum ersten Mal über 80 Saisonspiele und erreichte mit 24 Punkten in der regulären Saison einen neuen persönlichen Rekord.
Während des Lockouts in der Saison 2004/05 spielte Park sowohl für die Malmö Redhawks in der schwedischen Elitserien als auch für die SCL Tigers in der Schweizer Nationalliga A. Zurück in der National Hockey League wechselte der Amerikaner als Free Agent zu den Vancouver Canucks, über die er zur Saison 2006/07 zu den NY Islanders gelangte.
Im September 2010 unterzeichnete er einen Vertrag beim Genève-Servette HC in der Schweizer National League A. In seiner ersten Spielzeit für Servette erzielte er in insgesamt 50 Spielen 17 Tore und 20 Vorlagen. Am 2. September 2011 wurde bekannt, dass sich der Genève-Servette HC und Park auf eine Vertragsauflösung geeinigt haben. Wenige Tage später unterzeichnete Park einen Zweiwegevertrag für ein Jahr bei den Pittsburgh Penguins.
2012 unterzeichnete er einen Zweijahresvertrag beim Schweizer HC Ambrì-Piotta und gehörte dort in den folgenden beiden Spieljahren zu den Leistungsträgern. 2014 beendete er seine Karriere und wechselte in den Trainerstab der Minnesota Wild.

### International
Mit der US-amerikanischen Eishockeynationalmannschaft gewann Park die Bronzemedaille bei der Weltmeisterschaft 2004. Zudem nahm er für die USA an den Weltmeisterschaften 2002, 2005 und 2006 teil, bei Letzterer als Mannschaftskapitän. Außerdem konnte der Flügelstürmer mit dem Team USA den Deutschland Cup 2004 gewinnen.

## Erfolge und Auszeichnungen
- 1993 OHL All-Rookie Team
- 1999 Teilnahme am AHL All-Star Classic
- 1999 AHL Second All-Star Team

### International
- 2004 Bronzemedaille bei der Weltmeisterschaft
- 2017 Aufstieg in die Top-Division bei der Weltmeisterschaft der Division I, Gruppe A (als Assistenztrainer)

## Karrierestatistik

### International
Vertrat die USA bei:
| - Junioren-Weltmeisterschaft 1994 - Junioren-Weltmeisterschaft 1995 - Weltmeisterschaft 2002 | - Weltmeisterschaft 2004 - Weltmeisterschaft 2005 - Weltmeisterschaft 2006 |

(Legende zur Spielerstatistik: Sp oder GP = absolvierte Spiele; T oder G = erzielte Tore; V oder A = erzielte Assists; Pkt oder Pts = erzielte Scorerpunkte; SM oder PIM = erhaltene Strafminuten; +/− = Plus/Minus-Bilanz; PP = erzielte Überzahltore; SH = erzielte Unterzahltore; GW = erzielte Siegtore; 1 Play-downs/Relegation; Kursiv: Statistik nicht vollständig)